# 浅尾村
浅尾村（あさおむら）は、岡山県吉備郡にあった村。現在の総社市の一部にあたる。

## 地理
高梁川の中流左岸の低平地に位置していた。

## 歴史
- 1889年（明治22年）6月1日、町村制の施行により、賀陽郡刑部村、福井村、小寺村、門田村、井尻野村が合併して村制施行し、浅尾村が発足[1][2]。旧村名を継承した刑部、福井、小寺、門田、井尻野の5大字を編成[2]。
- 1893年（明治26年）洪水により大きな被害を受けた[2]。
- 1900年（明治33年）4月1日、郡の統合により吉備郡に所属[1][2]。
- 1908年（明治41年）2月11日、吉備郡総社町と合併し、総社町が存続して廃止された[1][2]。合併後、総社町大字刑部・福井・小寺・門田・井尻野となる。

## 産業
- 農業[3]

## 交通

### 鉄道
- 1904年（明治37年）中国鉄道吉備線が開通し湛井駅開設[2]。

## 教育
- 浅尾小学校が集義館に併設されていた[2]。1896年（明治29年）井尻野小学校と合併し浅尾尋常小学校となり、1908年（明治41年）まで続いた[2]。